# 覆鼎金公墓
22°40′06″N 120°19′59″E / 22.6683225°N 120.3331136°E
覆鼎金公墓是台灣的一處公墓，位於高雄市三民區、鳥松區、仁武區交界處，歷史可以上朔至清治時期，是高雄歷史悠久的墓園，容納了台灣史上豐富的文化，宗教方面包含佛教、伊斯蘭教、基督宗教（天主教），族群方面包括本島人、日本人、西方人以及二戰後的外省人、新住民，更有不少名人安葬於此。

## 歷史

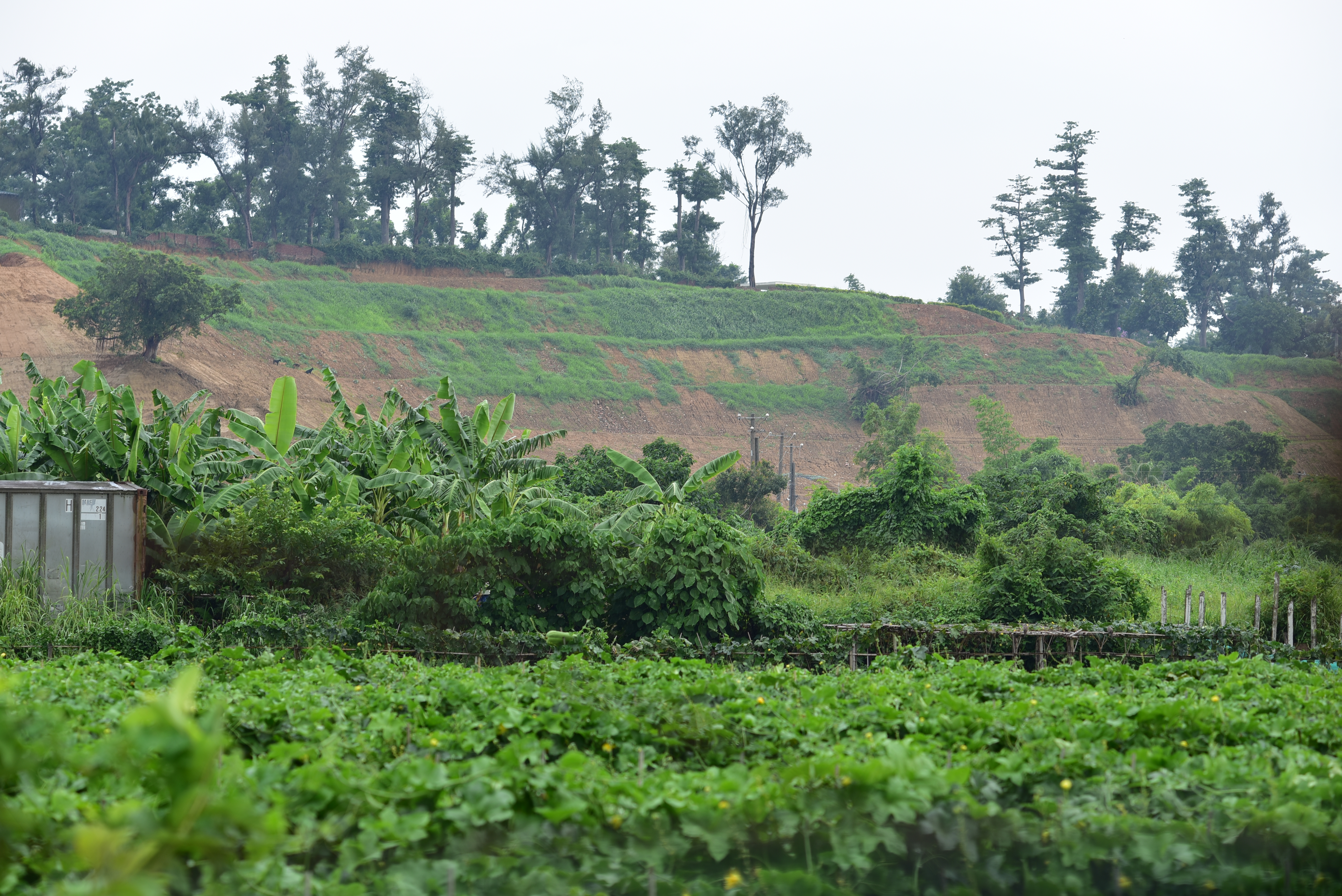
2017年遷移後綠化中的原覆鼎金公墓

墓園在清代前的歷史已不可考，日治時代後開始成為有規模的墓園，當時大部分逝者仍安葬於左營的桃子園與前峯尾共同墓地，後來由於二戰爆發，左營被劃為軍港，大批墓地、以及火葬場、葬儀堂、地藏菩薩均集中遷往覆鼎金，形成有規模的公墓，直到1985年公告禁葬。
2015年1月13日，高雄市政府公告將覆鼎金公墓變更為公園用地，遷葬的計畫期程為2015至2020年共6年，分5區逐步進行，計畫打造「雙湖森林公園」串聯澄清湖與金獅湖，規劃綠化與開花植栽，提供市民多元休閒空間。而公墓內的一萬六千多門墳墓被以以影響市容觀瞻，阻礙都市發展為由必須辦理遷塚，2017年2月正式動工後公墓已近乎遷葬完畢，目前仍有文史團體爭取保存其中具有價值的史蹟，期望讓公園能夠連結地方歷史脈絡，更具特色。

## 墓所與設施
- 杉本音吉墓 / 南部地區日本人遺骨安置所
- 大坪與一墓
- 黃慶雲之坟墓
- 洪約伯家族墓 (已拆除)
- 陳晉臣之墓(已拆除)
- 陳福謙之墓(已拆除)
- 陳日翔之墓(已拆除)
- 沈氏之墓(陳中和母親，已拆除)
- 陳金花之墓(陳中和父親，已拆除)
- 陳純直之墓(咸豐年間郡庠生，已拆除)
- 白崇勳之墓(白崇禧將軍之兄)
- 莊銘燦之墓 (已拆除)
- 葉鴻猷之墓 (已拆除)
- 王沃之墓 (已拆除)
- 武智家之墓(已拆除)
- 約翰·威廉·克勞佛(John William Crawford)之墓(蘇格蘭格里諾克人，法國貨船迪蒙·迪維爾號(SS Dumont d'Urville)的輪機長，1935病逝於高雄。
- 覆鼎金地藏菩薩(原位於桃子園墓地，已遷移至殯葬處)
- 高雄回教公墓(1951年建，已拆除)
- 高雄天主教教友墓地(已拆除)
- 天主教善終堂
- 天主教藏骨之所（英语：Charnel_house）(1966年由玫瑰教堂建立，已拆除)
- 高雄市山東公墓(1963年建，已拆除)

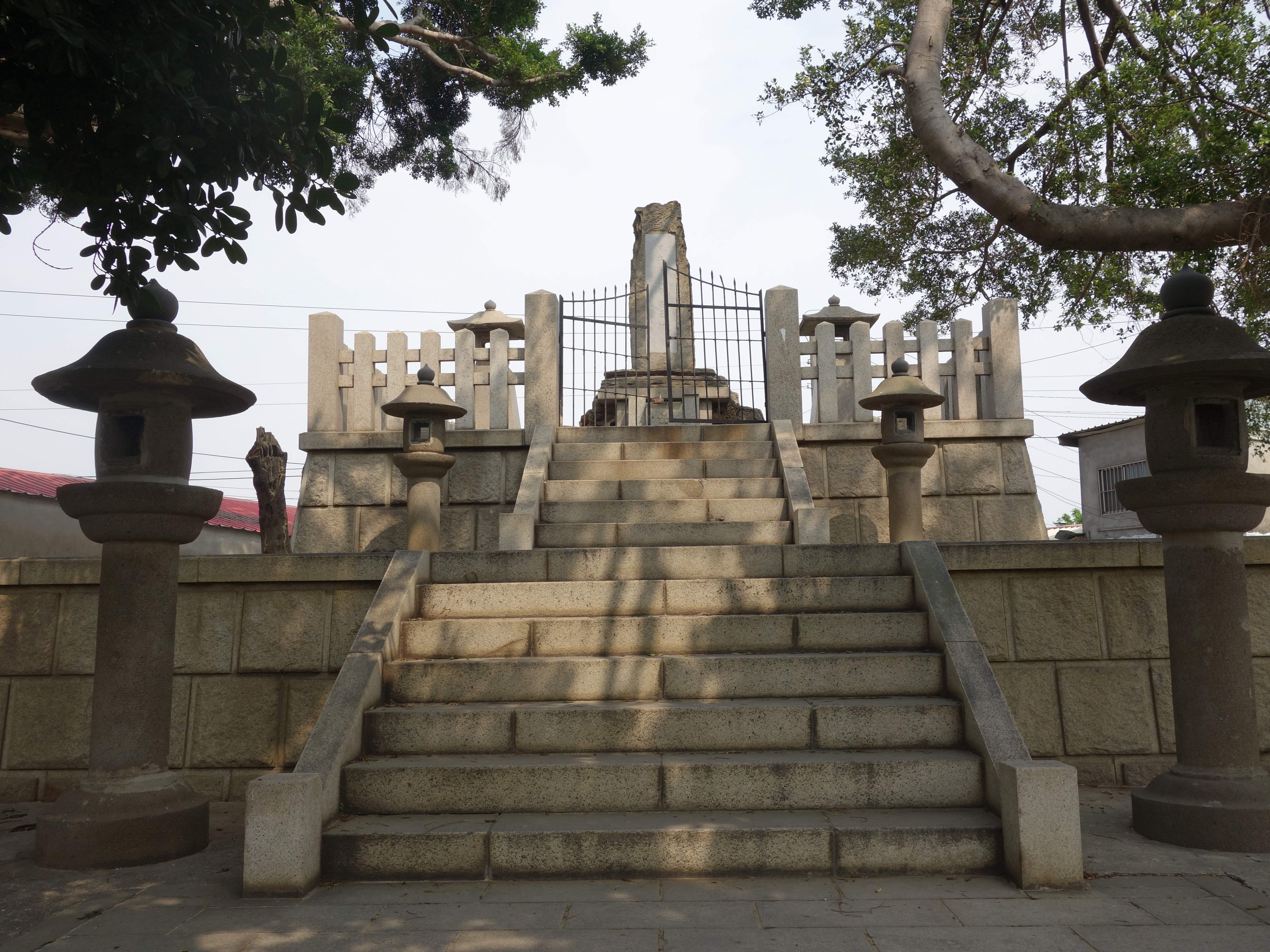
杉本音吉墓
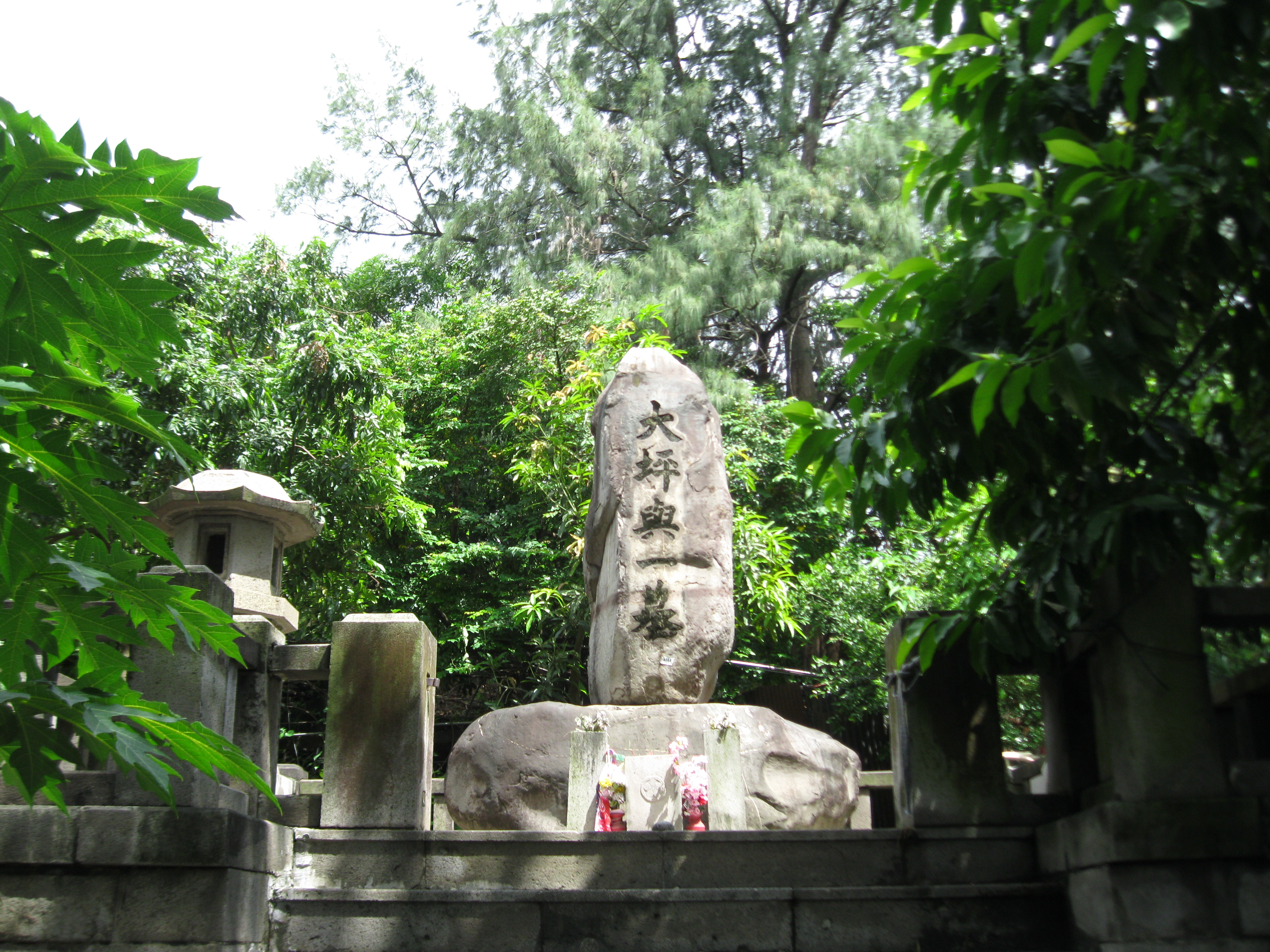
大坪與一墓
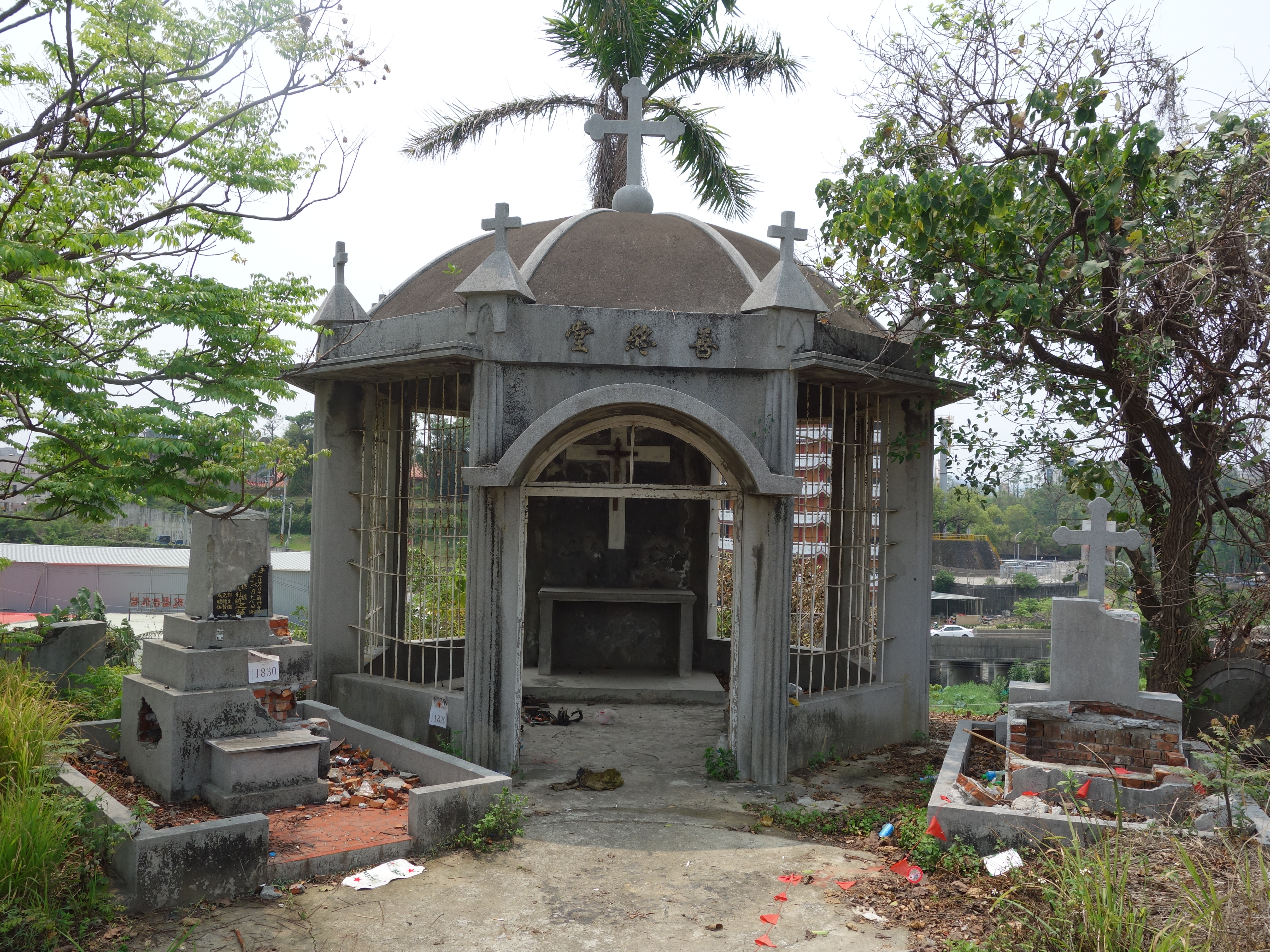
天主教善終堂
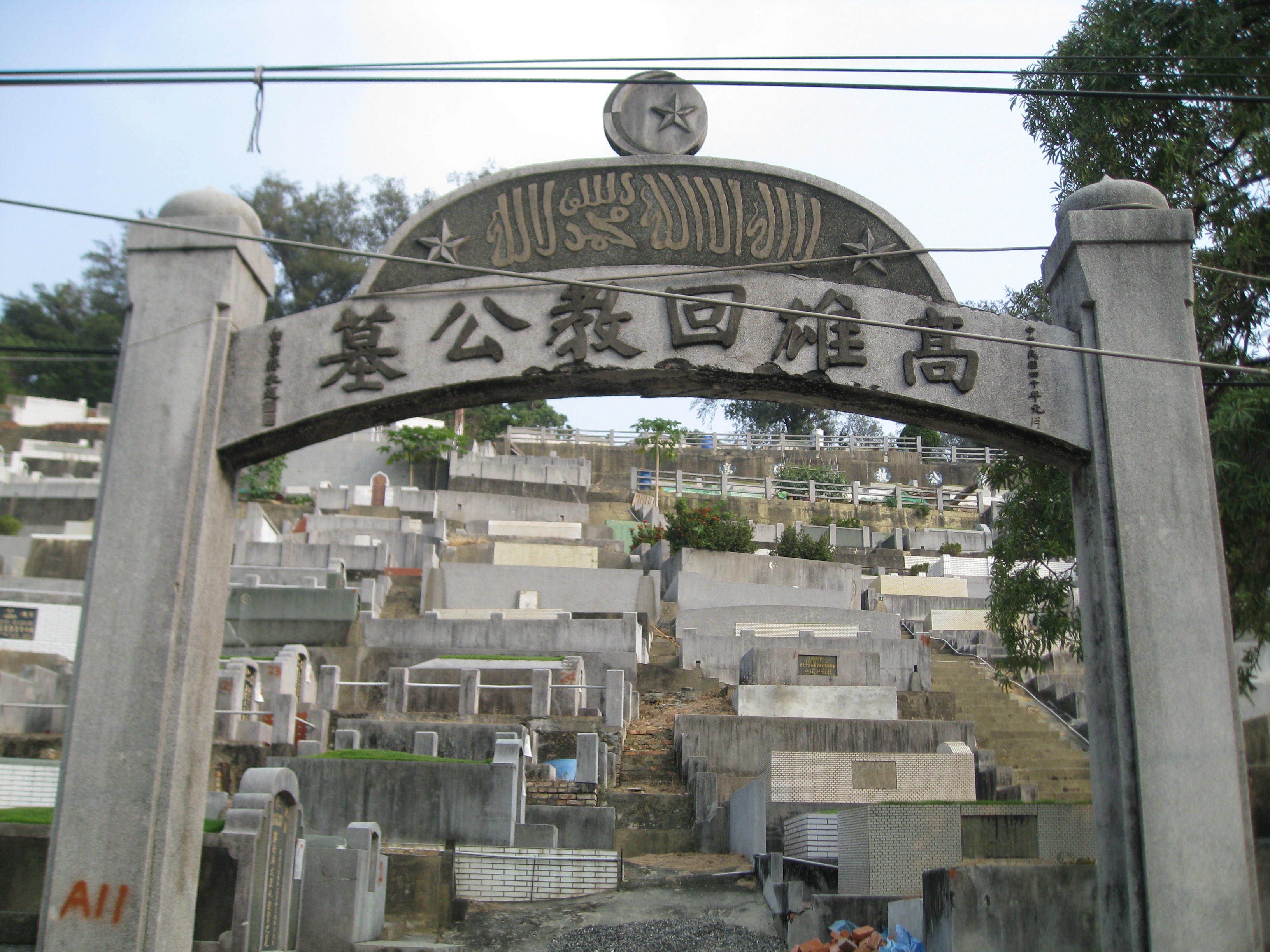
高雄回教公墓入口牌坊
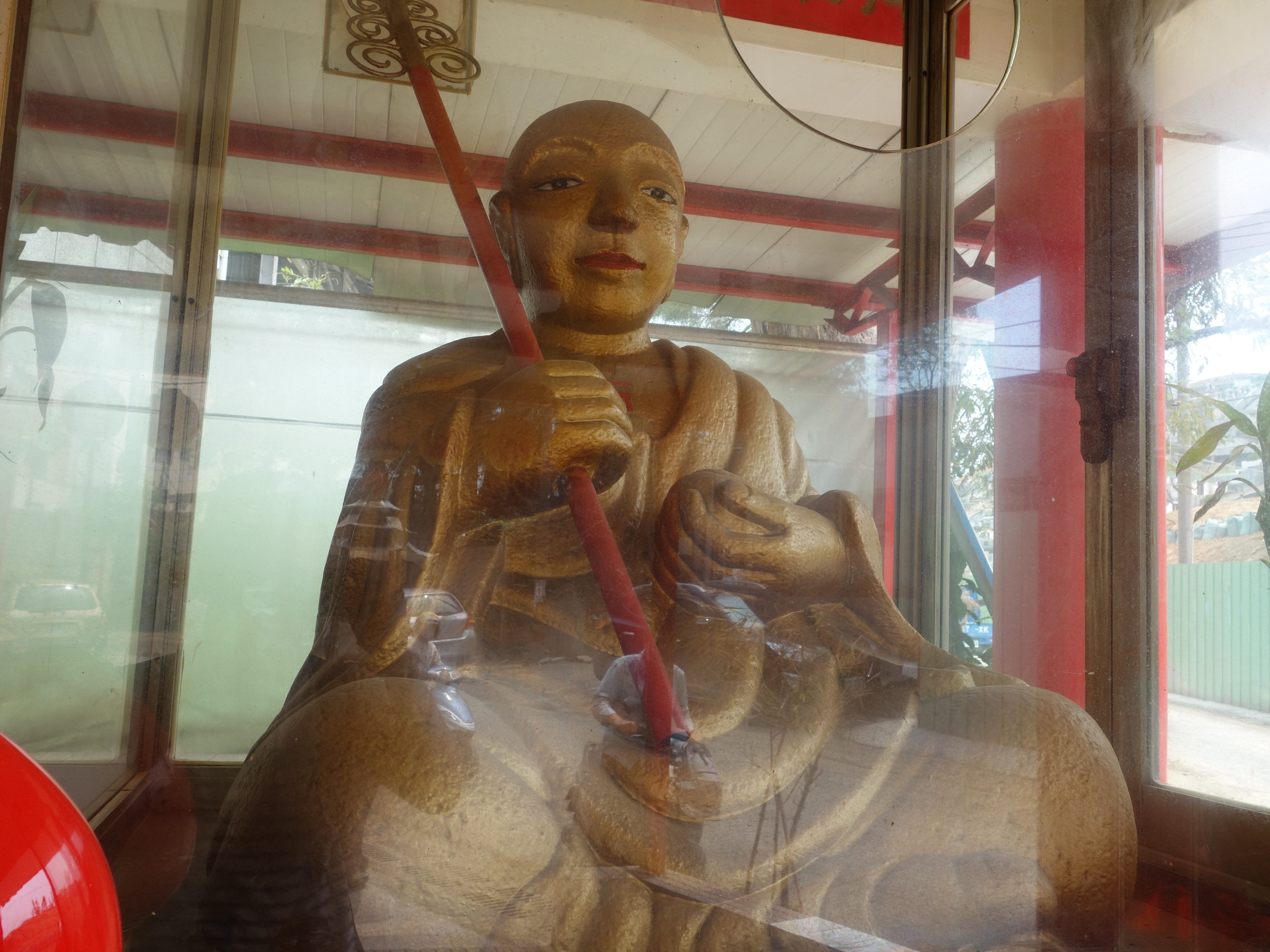
覆鼎金地藏菩薩